# Tsvi C. Nussbaum

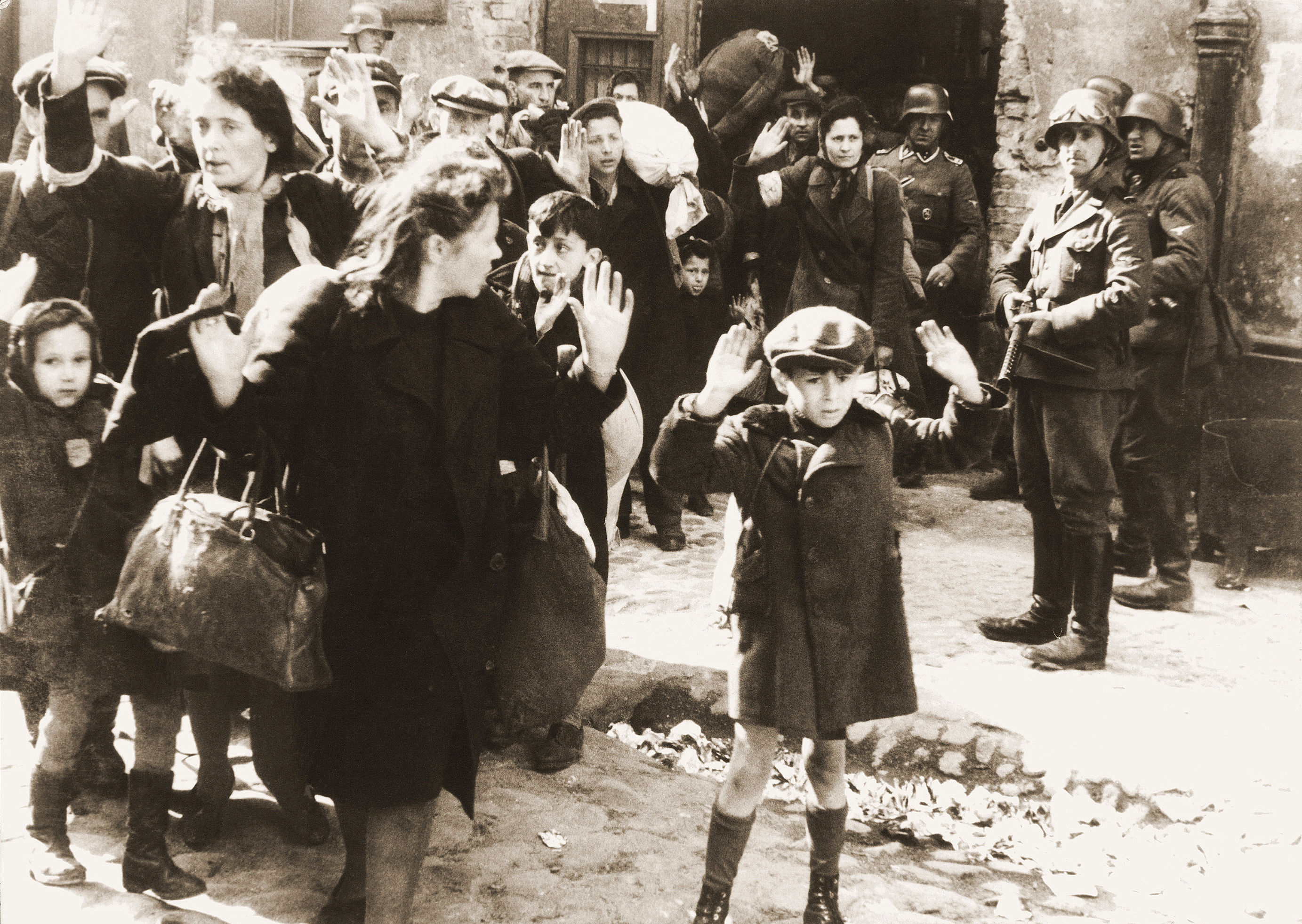
Das berühmte Foto. Tsvi Nussbaum war der Meinung, er sei der Junge mit den erhobenen Händen. Der SS-Soldat mit der Maschinenpistole (rechts) ist Josef Blösche.

Tsvi Chaim Nussbaum (geboren am 31. Oktober 1935 in Tel Aviv; gestorben am 2. Juli 2012 in New City (New York)) war ein Arzt und Holocaust-Überlebender. Bekanntheit erlangte er durch seine Behauptung, er sei der Junge mit erhobenen Armen auf einem der berühmtesten Fotos des Holocaust. Daran bestehen jedoch starke Zweifel.

## Kindheit
Tsvi Nussbaum kam im britischen Mandatsgebiet Palästina zur Welt. Seine Eltern Chana und Yose waren 1935 aus dem südpolnischen Städtchen Sandomierz dorthin ausgewandert. Wegen der schlechten Lebensbedingungen vor Ort kehrten sie aber 1939 in ihre Heimatstadt zurück. Wenige Tage nach dem Überfall auf Polen im September 1939 erreichte die deutsche Wehrmacht Sandomierz. Was genau mit den Eltern passiert ist, ist unklar. Auf einer Messingtafel im Holocaust-Museum von Spring Valley bei New York wird ihr Name genannt und als Todesjahr 1942 angegeben. Tsvi kam in die Obhut eines Onkels und einer Tante in Warschau, seinen Bruder Ilan verlor er aus den Augen. Es ist nicht bekannt, wie der Junge umkam. In Warschau wurde Tsvi gemeinsam mit Onkel und Tante ein Jahr lang außerhalb des Ghettos versteckt. 
Als sie 1943 von der Möglichkeit hörten, dass Juden mit ausländischen Pässen eventuell ausreisen dürfen, gingen die drei zur dafür vorgesehenen Sammelstelle, dem Hotel Polski. In dem Gebäude waren Juden interniert, die die Nazis im Rahmen der sogenannten „Heimschaffungsaktion“ gegen deutsche Gefangene der Alliierten austauschen wollten. Tsvi Nussbaum, der Onkel und die Tante sollen einige Tage in dem Hotel verbracht haben, bis sie von der SS aufgefordert wurden, sich mit den anderen Juden vor dem Hotel zu sammeln. Nussbaums Schilderungen zufolge habe dabei ein Soldat ihn aufgefordert, seine Hände zu heben. Weil der zu dem Zeitpunkt achtjährige Tsvi sich als Sohn seines Onkels ausgab, durfte er mit auf den Transport, der aber nicht der Ausreise diente, sondern im Konzentrationslager Bergen-Belsen endete. In einem Interview beschrieb Tsvi Nussbaum die Zeit im KZ so: „Als Juden mit einem Auslandspass wurden wir etwas besser behandelt als die anderen Häftlinge, denn aufgrund unserer Pässe bestand immer noch die Möglichkeit eines Austauschs gegen deutsche Kriegsgefangene. Man brachte uns in einer Baracke gegenüber der Küche. Wir hausten mit 225 Juden auf engstem Raum, bekamen aber keine Nummer in unsere Arme tätowiert und trugen weiterhin unsere normale Kleidung.“
Tsvi Nussbaum, seine Tante und sein Onkel überlebten den Holocaust und wanderten 1945 gemeinsam nach Palästina aus.

## Leben in den USA
In Palästina, seit 1948 Israel, wurde Nussbaum, der in einem Kibbuz lebte, depressiv und dachte oft an Suizid. 1953 ging er im Alter von 18 Jahren mit seinem Onkel nach New York, wo er schnell Englisch lernte, einen Schulabschluss machte und Medizin studierte. Nussbaum war Hals-Nasen-Ohren-Arzt in Krankenhäusern und 27 Jahre lang in seiner eigenen Praxis in Rockland County im Staat New York und lebte dort auch als Rentner. Er hatte mit seiner Frau  Beverly vier Töchter und sieben Enkelkinder. Er starb nach längerer Krankheit im Alter von 76 Jahren am 2. Juli 2012 in New City, New York.

## Kontroversen um das Foto
Jürgen Stroop, Befehlshaber der für die Niederschlagung des Warschauer Ghettoaufstands verantwortlichen SS-, Polizei- und Wehrmachtseinheiten, erstellte einen Bericht über diese Vorgänge. Teil davon war auch ein Abschnitt mit über 50 Fotos, die Szenen des Aufstandes zeigen. Eine herausragende Stellung unter diesen Bildern hat das Foto mit dem Jungen, der die Hände hebt, das zu den berühmtesten Fotos des Holocaust zählt. Es wird in vielen Museen und Gedenkstätten ausgestellt, wurde in zahlreichen Büchern abgedruckt und in Dokumentarfilmen verwendet. Bis heute ist unklar, welche Personen auf dem Foto zu sehen sind. Nur der SS-Unterscharführer Josef Blösche, verantwortlich für den Mord an mehreren hundert Juden, konnte zweifelsfrei identifiziert werden. Er ist rechts im Bild zu sehen und richtet eine Maschinenpistole auf den Jungen mit den erhobenen Armen. 
1982 erschien in der New York Times ein Artikel, in dem Tsvi Nussbaum erklärte, er denke, er sei der abgebildete Junge. Seiner Meinung nach sei das Bild am 13. Juli 1943 vor dem Hotel Polski entstanden. Er sei von einem Soldaten aufgefordert worden, die Hände zu heben. 2003 erklärte er in einem Interview mit Richard Raskin, dass er sich allerdings an keinen Fotografen erinnern könne.
Der Historiker Lucjan Dobroszycki vom YIVO Institute for Jewish Research äußerte im Artikel der New York Times deutliche Zweifel an der Geschichte Nussbaums. So wurden alle anderen Bilder aus dem Stroop-Bericht im Ghetto aufgenommen. Zudem geht man davon aus, dass der Bericht bereits im Mai 1943 fertiggestellt und an Heinrich Himmler und Friedrich Wilhelm Krüger versendet worden war, also lange bevor Tsvi Nussbaum aus dem Hotel Polski deportiert wurde. Darüber hinaus tragen auf dem Foto einige der Gefangenen weiße Armbänder mit blauen Davidsternen, wozu die Juden in Warschau ab einem Alter von 12 Jahren verpflichtet waren. Gemäß Dobroszycki sei es unwahrscheinlich, dass sie solche Armbänder auch im „arischen“ Teil der Stadt getragen hätten. Zudem spreche die dicke Kleidung der Gefangenen eher für eine Aufnahme des Fotos im Mai als im Juli. Auch die Kampfmontur der Soldaten spreche gegen eine Aufnahme vor dem Hotel Polski. Die forensische Anthropologin Karen Ramey Burns verglich im Auftrag von Richard Raskin ein Passfoto von Nussbaum aus dem Jahr 1945 mit dem Jungen auf dem Foto. Dabei erkannte sie, dass die beiden Kinder unterschiedliche Ohrläppchen haben. So hat Nussbaum freie Ohrläppchen, die Ohrläppchen des Jungen auf dem Foto scheinen hingegen angewachsen zu sein. Auch dies spricht deutlich gegen Nussbaums Behauptung.
Es gibt einige weitere Personen, die für den Jungen auf dem Foto gehalten wurden. Die Holocaust-Gedenkstätte Yad Vashem nennt auf ihrer Website neben Nussbaum auch Artur Dąb Siemiątek, Issrael Rondel, Levi Zeilinwarger und Ludwik Simonsohn.

## Dokumentation
- A Boy from Warsaw: Tsvi Nussbaum. 1990, Regie: Ilkka Ahjopalo, Buch: Matti-Juhani Karila, MTV, Gamma TV, Finnland, Frankreich.